# Chrysotimus molliculoides
Chrysotimus molliculoides är en tvåvingeart som beskrevs av Octave Parent 1937. Chrysotimus molliculoides ingår i släktet Chrysotimus och familjen styltflugor. Inga underarter finns listade i Catalogue of Life.